# Star Trek Generations (jeu vidéo)
Star Trek Generations est un jeu vidéo d'action développé et édité par MicroProse, sorti en 1997 sur Windows.

## Accueil
- Edge : 7/10[1]